# Metropolia dell'Altaj

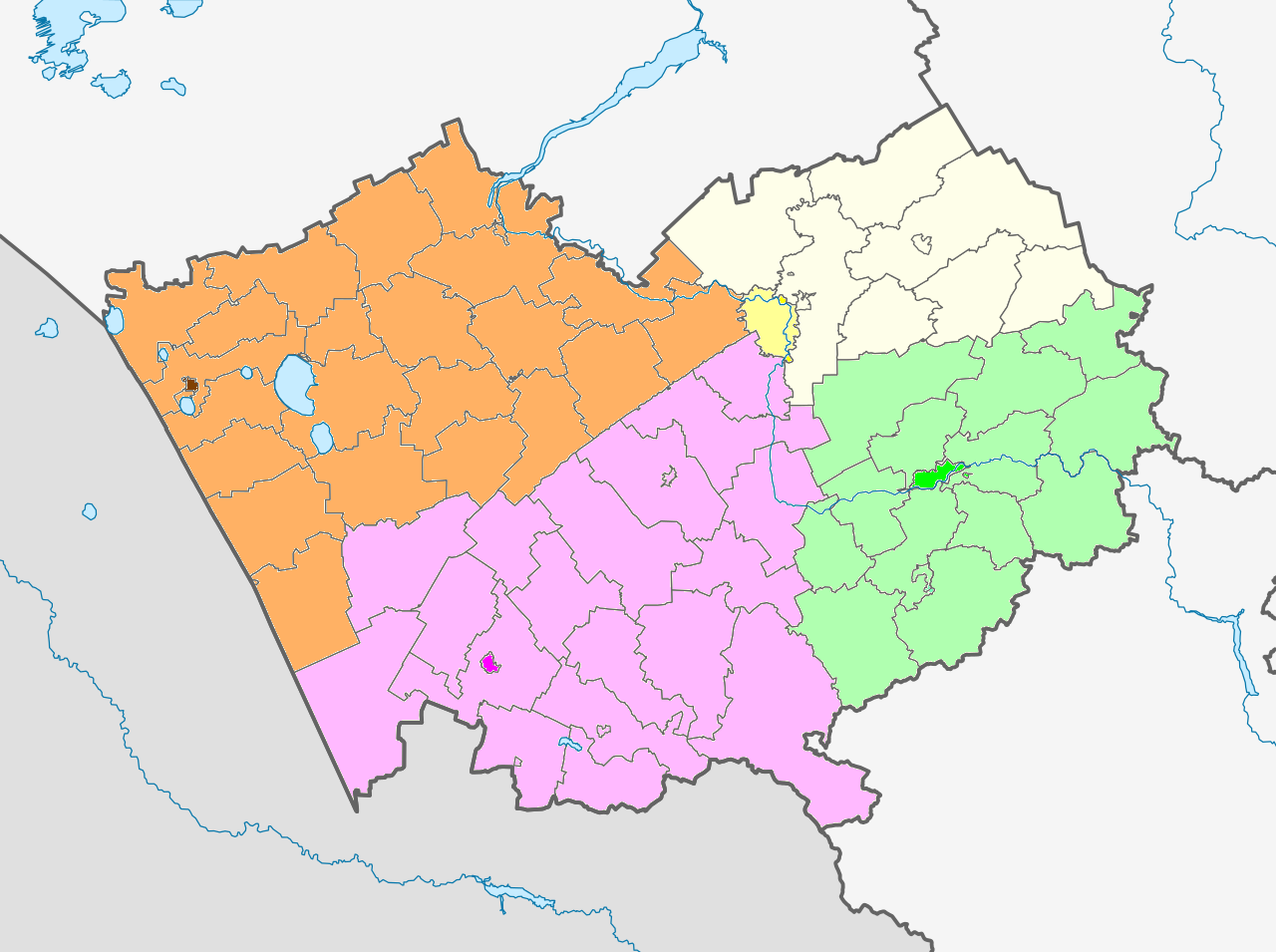
Mappa delle eparchie della metropolia dell'Altaj: eparchia di Barnaul (giallo), eparchia di Biysk (verde), eparchia di Rubcovsk (rosa) e eparchia di Slavgorod (arancione).

La metropolia dell'Altaj (in russo: Алтайская митрополия) è una delle province ecclesiastiche che costituiscono la Chiesa ortodossa russa.
Istituita dal Santo Sinodo il 5 maggio 2015, comprende l'intero territorio dell'Altaj nel circondario federale della Siberia.
È costituita da quattro eparchie:
- Eparchia di Barnaul
- Eparchia di Bijsk
- Eparchia di Rubcovsk
- Eparchia di Slavgorod

Sede della metropolia è la città di Barnaul, il cui vescovo ha il titolo di "Metropolita di Barnaul e dell'Altaj".